# Алмагест
Алмагест (арап. الكتاب المجسطي, односно на латинизованом арапском, al-kitabu-l-mijisti, у преводу „Велика књига“) је латинизовани облик арапског назива математичко-астрономског трактата који је око 150. године саставио Клаудије Птолемеј.
До 17. века служила је као основни водич за арапске и европске астономе.
Назив потиче од арапског , а значи највеће дело.
Његових 13 књига покривају теме као што је геоцентрични (птоломејски) план соларног система, чији центар представља Земља, помрачења Сунца, координате и величину неких непокретних звезда, удаљеност од Сунца и Месеца.